# Varel (Scheeßel)
Varel ist eine Ortslage von Scheeßel im Landkreis Rotenburg (Wümme) in Niedersachsen.

## Beschreibung
Der Hof Varel war ein landesherrschaftliches Vorwerk.
Um das Jahr 1700 war Varel eine der 31 Ortschaften im Kirchspiel Scheeßel.
Der Hof war nach Scheeßel eingepfarrt.
Varel lag knapp 2 km, etwa eine viertel Meile, nördlich der Scheeßeler St.-Lucas-Kirche. Einige Jahre vor 1774 wurde der bis dahin königliche Pachthof dem bisherigen Pächter nach Meierrecht überlassen.
Von 2014 bis 2016 wurden in zwei Baugebieten Vor dem Varel auf früherem Ackerland zwischen den Ortslagen Scheeßel und Varel insgesamt 64 Baugrundstücke in Scheeßel erschlossen.

## Vareler Heide
Bei Varel liegt die Vareler Heide. Dies ist eine etwa 13 Hektar große  auch touristisch genutzte wellige Dünenlandschaft zwischen Scheeßel und Lauenbrück. Der Zustand des mit Besenheide und Wacholder bewachsenen Gebiets wird durch eine Heidschnuckenherde und  das Abplaggen des zu nährstoffreichen Bodens erhalten.